# Coparck
Coparck was een Nederlandse melodieuze popband uit Amsterdam van 1999 tot 2010.

## Biografie
In 1999 begonnen Odilo Girod (zang en gitaar), Maurits de Lange (piano), Rik Hansen (contrabas) en Mark van den Driest (drums) de band Coparck. Na verschillende demo's kwam in 2001 het debuutalbum Birds, Happiness & Still Not Worried uit, een verzameling van de eerdere samples en nieuwe nummers, die door de bandleden zelf was geproduceerd en opgenomen. De plaat werd door muziekrecensenten goed ontvangen, waarna een optreden op Lowlands volgde. De single Into Routine werd het meest succesvolle nummer van dit album, mede door de bijzondere bijbehorende videoclip. Na succes in Nederland werd de plaat ook in de rest van Europa en in Japan uitgebracht.

In 2005 kwam hun tweede album uit met een nieuwe drummer, Marcel van As. Ook deze cd werd door Coparck zelf opgenomen en geproduceerd en was genaamd Few Chances Come Once In A Lifetime. Muziekmedium 3VOOR12 rekende het album tot de beste twaalf Nederlandse albums van 2005. Nationale bekendheid kreeg Coparck toen de single The World of Tomorrow gebruikt werd in een kaasreclame. Coparck begon daarna aan een tour door Nederland van bijna zestig optredens.

In januari 2007 kwam het derde album van Coparck uit, toepasselijk genaamd The 3rd Album. Voor de eerste keer werd er een samenwerking aangegaan met een producer, namelijk Reyn Ouwehand (bekend van Kane). Vooral opvallend bij The 3rd Album is het bijbehorende magazine, samengesteld door zanger Odilo Girod, die tevens grafisch ontwerper is. Het is een verzameling van (verzonnen) verhalen over de band, foto's van Nederlandse fotografen en songteksten.
In 2007 stond de band op 1 in de Kink 40 met het nummer A Good Year for the Robots. Zanger Odilo Girod deed in 2008 onder de naam Chop Wood nog een soloproject. In het kader van de serie In A Cabin With..., waarin artiesten nummers opnamen in een afgesloten ruimte, maakte hij een album dat werd opgenomen in Kunsthaus Tacheles in Berlijn. In 2009 kwam het vierde Coparck-album uit, getiteld A Dog and Pony Show.
In 2010 besloten de leden van Coparck te stoppen, omdat ze naar eigen zeggen hun artistieke hoogtepunt hadden bereikt. Hun laatste optreden vond plaats op 29 april 2010 in Paradiso.

## Samenstelling
Coparck bestaat uit:
- Odilo Girod - zang, gitaar, toetsen
- Maurits de Lange - piano, synths beats&sounds
- Rik Hansen - staande bas, backing vocals
- Marcel van As - drums, beats&sounds, backing vocals

## Additionele leden
- Gijs Coolen - gitaar (sinds "A dog and pony show" - 2009)

## Discografie

### Albums
| Album met eventuele hitnotering(en) in de Nederlandse Album Top 100 | Datum van verschijnen | Datum van binnenkomst | Hoogste positie | Aantal weken | Opmerkingen |
| ------------------------------------------------------------------- | --------------------- | --------------------- | --------------- | ------------ | ----------- |
| Birds, happiness & still not worried                                | 2001                  | -                     |                 |              |             |
| Few chances come once in a lifetime                                 | 2005                  | 05-02-2005            | 98              | 1            |             |
| The 3rd album                                                       | 2007                  | 13-01-2007            | 58              | 3            |             |
| A dog and pony show                                                 | 2009                  | 24-10-2009            | 43              | 2            |             |

### Singles
| Single met eventuele hitnotering(en) in de Nederlandse Top 40 | Datum van verschijnen | Datum van binnenkomst | Hoogste positie | Aantal weken | Opmerkingen              |
| ------------------------------------------------------------- | --------------------- | --------------------- | --------------- | ------------ | ------------------------ |
| The world of tomorrow                                         | 2005                  | -                     |                 |              | #93 in de Single Top 100 |